# Len Webber
Leonard Warren "Len" Webber (né le 10 novembre 1960) est un homme politique (albertain) canadien, il est le député qui représente la circonscription de Calgary-Foothills à l'Assemblée législative depuis l'élection provinciale du lundi 22 novembre 2004 sous la barrière de l'Association progressiste-conservateur de l'Alberta. Le mercredi 12 mars 2014, il quitte le caucus progressiste-conservateur pour siéger comme indépendant lors de la signe en manifestant contre la direction d'Alison Redford.